# Hymenostyliella alata
Hymenostyliella alata là một loài Rêu trong họ Pottiaceae. Loài này được (Herzog) H. Rob. mô tả khoa học đầu tiên năm 1971.